# Andrine Hegerberg
Andrine Stolsmo Hegerberg (* 6. Juni 1993 in Sunndalsøra, Møre og Romsdal) ist eine norwegische Fußballspielerin. Die Mittelfeldspielerin steht bei Brann Bergen unter Vertrag.

## Werdegang

### Verein
Hegerberg gab im Jahre 2009 für den Verein Kolbotn IL ihr Debüt in der höchsten norwegischen Spielklasse Toppserien. Nach drei Jahren und drei dritten Plätzen mit Kolbotn wechselte sie zur Saison 2012 gemeinsam mit ihrer zwei Jahre jüngeren Schwester Ada zu Stabæk FK. Mit Stabæk wurde Hegerberg Vizemeister und gewann nach einem 4:0-Sieg über Røa IL den norwegischen Pokal. Zum 1. Januar 2013 wechselte Andrine Hegerberg gemeinsam mit ihrer Schwester zum 1. FFC Turbine Potsdam, wo sie am 24. März 2013 beim 3:0-Erfolg gegen den SC 07 Bad Neuenahr ihr Bundesligadebüt feierte. Für Turbine absolvierte Hegerberg vier Bundesligaspiele und erreichte mit der Mannschaft das DFB-Pokalfinale 2013, das gegen den VfL Wolfsburg mit 2:3 verloren wurde. Ab 2013 vertrat sie dreieinhalb Jahre lang die Farben des Kopparbergs/Göteborg FC, ehe sie zum englischen Erstligisten Birmingham City LFC wechselte. Ab Februar 2018 ist sie für den Paris Saint-Germain FC spielberechtigt. Zwischen 2019 und 2021 spielte sie bei AS Rom. Im Februar 2022 unterschrieb sie einen bis 2023 laufenden Vertrag bei BK Häcken. Im Januar 2023 wechselte sie in ihr Heimatland zu Brann Bergen.

### Nationalmannschaft
Hegerberg durchlief seit 2007 sämtliche Juniorenteams des norwegischen Fußballverbandes. 2009 war sie Teil des norwegischen Teams, das bei der Endrunde der U-17-Europameisterschaft in Nyon den vierten Rang belegte. Zwei Jahre später erreichte sie bei der U-19-Europameisterschaft in Italien mit ihrer Mannschaft das Finale, wo sie sich jedoch mit 1:8 der deutschen Auswahl geschlagen geben musste. Im Jahre 2012 nahm sie mit der norwegischen U-20-Auswahl an der U-20-Weltmeisterschaft in Japan teil und erreichte mit ihrer Mannschaft das Viertelfinale. Am 17. Januar 2012 wurde sie erstmals in der norwegischen A-Nationalmannschaft bei einem Freundschaftsspiel gegen Schweden eingesetzt.
Sie gehörte zum vorläufigen Kader für die WM 2015, wurde aber im Gegensatz zu ihrer Schwester nicht für die WM berücksichtigt.

## Erfolge
- Norwegische Pokalsiegerin 2012

## Nachweise und Anmerkungen
1. ↑  Artikel „PSG bestätigt drei Zugänge“ vom 31. Januar 2018 bei footofeminin.fr
2. ↑  Artikel „Andrine Hegerberg ready FOR BK Hacken“ vom 1. Februar 2022 bei thedailyposts.net, englisch
3. ↑  Artikel „Andrine Hegerberg on her way to Brann – NRK Vestland“ vom 16. Januar 2023 bei norway.postsen.com, englisch

| Personendaten    | Personendaten                                   |
| ---------------- | ----------------------------------------------- |
| NAME             | Hegerberg, Andrine                              |
| ALTERNATIVNAMEN  | Hegerberg, Andrine Stolsmo (vollständiger Name) |
| KURZBESCHREIBUNG | norwegische Fußballspielerin                    |
| GEBURTSDATUM     | 6. Juni 1993                                    |
| GEBURTSORT       | Norwegen                                        |